# مقاطعة بهشهر
مقاطعة بهشهر (بالفارسية: شهرستان بهشهر) هي منطقة سكنية في إيران وتقع في مازندران يقدر عدد السكان في
مقاطعة بهشهر، بـ 154,957 نسمة ومساحتها 1,416.27 كم2 .